# Доминиканская Республика на Сурдлимпийских играх
Доминиканская Республика участвует в летних Сурдлимпийских играх с Игр 2022 года, в зимних Сурдлимпийских играх до настоящего времени не участвовали.

## Медальный зачёт

### Медали летних Сурдлимпийских игр
| Год  | Золото | Серебро | Бронза | Всего |
| 2022 | 1      | 1       | 0      | 2     |